# 18 (tal)
18 (arton (fil)) är det naturliga talet som följer 17 och som följs av 19. Aderton är i Sverige en äldre form av arton; men används dock alltjämt i tal- och skriftspråk av finlandssvenskar.

## I matematiken
- 18 är ett jämnt tal.
- 18 är det sjunde Lucastalet
- 18 är ett Harshadtal
- 18 är det andra ymniga talet
- 18 är ett mycket ymnigt tal
- 18 är ett oktodekagontal
- 18 är ett pentagonalt pyramidtal
- 18 är ett palindromtal i det oktala talsystemet.
- 18 är ett palindromtal i det kvinära talsystemet.
- 18 är ett Ulamtal.
- 18 är ett Praktiskt tal.
- 18 är ett heptagontal.

## Inom vetenskapen
- Argon, atomnummer 18
- 18 Melpomene, en asteroid
- Messier 18, öppen stjärnhop i Skytten, Messiers katalog

## Användning av talet 18
- Eftersom antalet ledamöter av Svenska Akademien är arton, kallas akademien och dess ledamöter informellt även "De Aderton".
- 18 har också en numerologisk betydelse: 6 + 6 + 6 = 18
- Talet 18 har använts av nynazistiska grupper som ett enkelt sifferchiffer för Adolf Hitler (första och åttonde bokstaven i alfabetet)
- 18 används även i judiska kretsar, eftersom det är talvärdet på det hebreiska ordet חי, chaj, "liv", som återkommer både som smycke och i uttrycket lechajjim!, "till livet!", motsvarande svenskans "skål!".